# Alebra sorbi
Alebra sorbi är en insektsart som beskrevs av Wagner 1949. Alebra sorbi ingår i släktet Alebra och familjen dvärgstritar. Inga underarter finns listade i Catalogue of Life.